# Marquette-en-Ostrevant
Marquette-en-Ostrevant (ndl.: "Markete") ist eine französische Gemeinde mit 1953 Einwohnern (Stand 1. Januar 2022) im Département Nord in der Region Hauts-de-France. Sie gehört zum Arrondissement Valenciennes und zum Kanton Denain.

## Geografie
Die Gemeinde Marquette-en-Ostrevant liegt in der Motte des Städtedreiecks Douai-Cambrai-Valenciennes am Südrand des Nordfranzösischen Kohlereviers. Umgeben wird Marquette-en-Ostrevant von den Nachbargemeinden Émerchicourt im Norden, Mastaing im Nordosten, Bouchain im Osten, Wavrechain-sous-Faulx im Südosten, Wasnes-au-Bac im Süden sowie Marcq-en-Ostrevent im Westen.

## Geschichte
Der Ort lag im südwestlichen Teil der historischen Grafschaft Hennegau. Er gehörte bis zum Pyrenäenfrieden 1659 zu den Spanischen Niederlande und kam dann zu Frankreich.

### Bevölkerungsentwicklung
| Jahr                       | 1962 | 1968 | 1975 | 1982 | 1990 | 1999 | 2009 | 2020 |
| Einwohner                  | 1945 | 1867 | 1742 | 1670 | 1498 | 1514 | 1651 | 1919 |
| Quellen: Cassini und INSEE |      |      |      |      |      |      |      |      |

## Sehenswürdigkeiten
- Kirche Saint-Martin, Monument historique
- Wasserturm

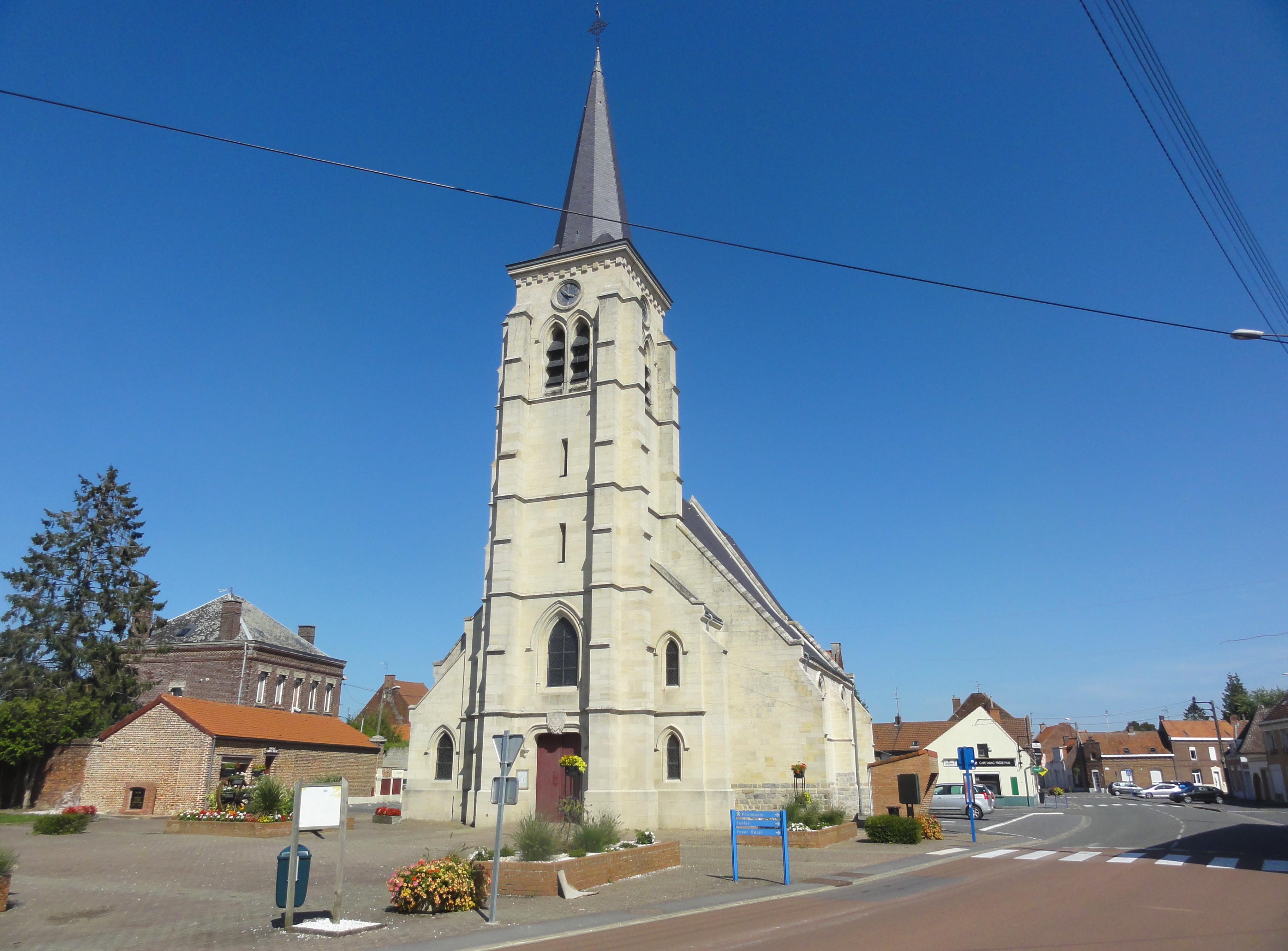
Kirche Saint-Martin
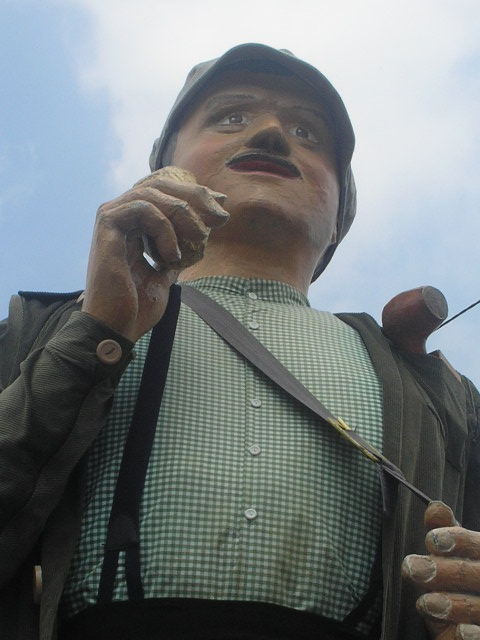
Riesenfigur „Oscar der Kartoffeldieb“ (als einer der Géants du Nord Teil des Immateriellen UNESCO-Kulturerbes)